# Constitución de Guatemala de 1956

La Constitución Política de la República de Guatemala de 1956 fue aprobada el 6 de febrero de 1956 y luego promulgada el 1 de marzo de 1956 por el gobierno de facto liberacionista del coronel Carlos Castillo Armas, a fin de que la situación del país consiguiera una posición intermedia entre las reformas sociales y laborales que había decretado el período de la Revolución de Octubre y las nuevas medidas anticomunistas . La Constitución también reconoció la personalidad jurídica de la iglesia católica, con derecho a adquirir y disponer de sus bienes, se autorizó el culto privado y público, se admitió la enseñanza religiosa optativa en escuelas estatales y el derecho de asociación con propósitos religiosos pero con prohibición a intervención en a política. 
La Constitución de 1956 fue derogada en 1963, tras el golpe de Estado que el Ministro de la Defensa Enrique Peralta Azurdia perpetró en contra del entonces presidente Miguel Ydígoras Fuentes cuando este último insinuó que permitiría al expresidente revolucionario Juan José Arévalo ser candidato presidencial en las elecciones que se avecinaban.

## Contexto histórico
Para legalizar la situación de  Armas como Jefe de Estado se llamó a un plebiscito, efectuado el 10 de octubre de 1954, junto con la elección de Constituyente que permitía que la Constituyente estableciera el tiempo del mandato, siendo éste establecido hasta el 15 de marzo de 1960. La Constituyente se instaló el 29 de octubre de 1954, se cambió poco el texto del 45 y se tardaron 17 meses en la elaboración por motivo de los acuerdos que tuvieron que llegar. Se mantuvieron las garantías sociales.
Esta Constitución se declaró en el gobierno de Castillo Armas, una vez en el poder se iniciaron discrepancias entre el grupo dirigente de la Liberación, la posición que tomo Armas fue una posición intermedia que consistía en perseguir a los comunistas que habrán desviado a la Revolución del 44 pero no derogar sus conquistas más populares y reconocidas; por lo tanto no derogó la legislación laboral y legislación laboral. Pero si derogó la Constitución y la Ley de Reforma Agraria, se cancelaron los sindicatos y los partidos políticos, la postura era una necesaria modificación en los temas económicos sociales y desconfianza ante la organización laboral o popular. 
El gobierno republicano del presidente Dwight Eisenhower en los Estados Unidos tenía interés en convertir a Guatemala en un ejemplo de progreso y justicia social, para acallar las críticas internacionales por la participación de la United Fruit Company en el derrocamiento del gobierno de Jacobo Árbenz,  por lo que se enviaron asesores y se concedió ayuda para que los programas fueran ejecutados de una manera rápida.

## Caso de la Iglesia Católica
Aunque publicara un escrito respecto a que la Iglesia Católica no buscaba privilegios en su lucha contra el gobierno de Jacobo Árbenz, consiguió que tras el derrocamiento de éste en junio de 1954, el gobierno del coronel Carlos Castillo Armas incorporara en la Constitución de 1956 lo siguiente, por primera vez desde 1872:
- la capacidad jurídica de la Iglesia Católica -y las de todos los otros cultos- para adquirir, poseer y disponer de propiedades, siempre y cuando se destinen para fines religiosos, de asistencia social o a la educación.[1]
- que se declarara optativa la educación religiosa en locales oficiales: en el artículo 97 de la Constitución se indica que la ley regularía lo relativo a la enseñanza religiosa en locales oficiales y que el Estado no la impartiría pero la declaraba optativa.  También garantiza la libertad de enseñanza en todos los otros establecimientos.[2]
- que el Estado contribuyera al sostenimiento de la educación religiosa: en el artículo 111 se indica que las instituciones privadas que impartan educación gratuita serán exoneradas de determinados impuestos fiscales y municipales en compensación por sus servicios.[3]
- que se declarara la posibilitad de que hubiese universidades privadas en Guatemala, siempre y cuando sus actividades académicas y títulos fueran aprobados por la Universidad de San Carlos de Guatemala.[4]

De esta forma, la Iglesia Católica recuperó una parte del poder que perdiera en 1872, luego de que la Reforma Liberal expropiara las tierras, bienes y privilegios, en un ataque directo contra las órdenes del clero regular, ya que éstas eran los principales terratenientes del Partido Conservador de Guatemala de entonces.

## Otras consituciones políticas de Guatemala
Las Constituciones que han regido en Guatemala son las siguientes:
| Fecha de vigencia   | Constitución                                                                                                   | Gobierno | Texto en que se puede consultar |
| ------------------- | --- | --- | --- |
| 1808-1812           | Constitución de Bayona 1808                                                                                    | Capitanía General de Guatemala | Corte de Constitucionalidad de Guatemala. «Digesto Constitucional». Biblioteca del Organismo Judicial de Guatemala (Guatemala). Archivado desde el original el 18 de agosto de 2016. Consultado el 15 de febrero de 2017.                                                                                          |
| 1812-1821           | Constitución de 1812                                                                                           | Capitanía General de Guatemala | Corte de Constitucionalidad de Guatemala. «Digesto Constitucional». Biblioteca del Organismo Judicial de Guatemala (Guatemala). Archivado desde el original el 18 de agosto de 2016. Consultado el 15 de febrero de 2017.                                                                                          |
| 1823-1824           | Bases de Constitución Federal de 1823                                                                          | Estado de Guatemala tras la Independencia de Centroamérica                                                                                               | Pineda de Mont, Manuel (1869). Recopilación de las leyes de Guatemala, 1821-1869 I. Guatemala: Imprenta de la Paz en el Palacio. |
| 1824-1840           | - Constitución de la República Federal de Centroamérica de 1824 - Constitución del Estado de Guatemala de 1825 | Estado de Guatemala tras la Independencia de Centroamérica                                                                                               | Pineda de Mont, Manuel (1869). Recopilación de las leyes de Guatemala, 1821-1869 I. Guatemala: Imprenta de la Paz en el Palacio. |
| 1851-1871           | Acta Constitutiva de la República de Guatemala de 1851                                                         | Gobierno conservador de los 30 años dirigido por el capitán general Rafael Carrera tras la creación de la República de Guatemala el 21 de marzo de 1847. | Asamblea Nacional Constituyente (19 de octubre de 1851). «Acta Constitutiva de la República de Guatemala». Asamblea Constituyente de Guatemala (Guatemala). Archivado desde el original el 22 de agosto de 2016. Consultado el 15 de febrero de 2017.                                                              |
| 1879-1920 1922-1944 | Ley Constitutiva de la República de Guatemala de 1879                                                          | Gobiernos liberales desde Justo Rufino Barrios hasta Manuel Estrada Cabrera                                                                              | Asamblea Nacional Constituyente (1899). Ley constitutiva de la República de Guatemala decretada por la Asamblea Nacional Constituyente el 11 de diciembre de 1879 y reformada por el mismo Alto Cuerpo en 5 de noviembre de 1887 y 30 de agosto de 1897; para uso de las escuelas. Guatemala: Tipografía Nacional. |
| 1921                | Constitución de la República Federal de Centroamérica de 1921                                                  | Efímero gobierno de Carlos Herrera y Luna | Corte de Constitucionalidad de Guatemala. «Digesto Constitucional». Biblioteca del Organismo Judicial de Guatemala (Guatemala). Archivado desde el original el 18 de agosto de 2016. Consultado el 15 de febrero de 2017.                                                                                          |
| 1945-1954           | Constitución de Guatemala de 1945                                                                              | Gobiernos revolucionarios tras Revolución de Octubre | Corte de Constitucionalidad de Guatemala. «Digesto Constitucional». Biblioteca del Organismo Judicial de Guatemala (Guatemala). Archivado desde el original el 18 de agosto de 2016. Consultado el 15 de febrero de 2017.                                                                                          |
| 1956-1963           | Constitución de Guatemala de 1956                                                                              | Gobiernos liberacionistas tras derrocamiento del gobierno de Jacobo Arbenz Guzmán                                                                        | Asamblea Constituyente (1956). Constitución de la República de Guatemala. Guatemala: Asamblea Nacional Constituyente. |
| 1965-1982           | Constitución de Guatemala de 1965                                                                              | Gobiernos militares tras golpe de Estado contra Miguel Ydígoras Fuentes                                                                                  | Corte de Constitucionalidad de Guatemala. «Digesto Constitucional». Biblioteca del Organismo Judicial de Guatemala (Guatemala). Archivado desde el original el 18 de agosto de 2016. Consultado el 15 de febrero de 2017.                                                                                          |
| 1985-presente       | Constitución de Guatemala de 1985                                                                              | Gobiernos democráticos tras golpes de estado de 1982 y 1983                                                                                              | Asamblea Constituyente (1985). Constitución Política de la República de Guatemala. Guatemala: Gobierno de Guatemala. Archivado desde el original el 2 de febrero de 2016. |